# Crime and the City Solution
Crime and the City Solution — австралийская рок-группа, основанная в Сиднее Саймоном Бонни.

## История
Группа существовала в разное время с совершенно разными составами, единственным бессменным участником которых был только Саймон Бонни. Первый состав играл в Сиднее в 1977—1978 году, второй в Мельбурне в 1979-м, третий в Лондоне и Берлине в 1985—1986 и четвёртый — в Берлине в 1987—1990-м. Помимо прочих, участниками Crime and the City Solution были музыканты, уже получившие известность в других группах, это Мик Харви (Nick Cave and the Bad Seeds), Роланд С. Говард (The Birthday Party), Кевин Пол Годфри (Swell Maps) и Александр Хаке (Einstürzende Neubauten). Состав 1985—1986 (Бонни, Харви, Годфри и братья Говард) записал один студийный альбом, мини-альбом и два сингла, а также снялся в фильме «Небо над Берлином», немецкого режиссёра Вима Вендерса, который является поклонником группы (сцена в рок-клубе, где они исполнили песню «Six Bells Chime»). После этого братья Говард и Годфри основали собственный коллектив These Immortal Souls, к которому присоединилась Женевьева МакГаккин. Бонни и Харви остались в Crime and the City Solution. Состав 1987—1990 (Бонни, Харви, Хаке, Адамс, Стерн и Гаас) записал три студийных альбома и ряд синглов, также через три года после распада группы вышел концертный альбом. В конце 2011 года было объявлено о возрождении Crime and the City Solution и записи нового альбома American Twilight в 2012 году. Пятый состав включает Саймона Бонни, Бронуин Адамс (жена Бонни), Александра Хаке, Дэвида Юджина Эдвардса (16 Horsepower, Woven Hand), Троя Грегори, Мэттью Смита, Джима Уайта (Dirty Three) и Дэниэллу де Пиккиотто (жена Хаке). У группы появился интернет-сайт, на котором был анонсирован тур по Европе. American Twilight вышел в марте 2013 года.

## Дискография
| - The Dangling Man (сингл, 1985) - Just South of Heaven (мини-альбом, 1985) - The Kentucky Click/Adventure (сингл, 1986) - Room of Lights (1986) | - On Every Train (Grain Will Bear Grain) (сингл, 1988) - Shine (1988) - The Shadow Of No Man (сингл, 1989) - The Bride Ship (1989) - I Have The Gun (сингл, 1990) - Paradise Discotheque (1990) - The Dolphins And The Sharks (сингл, 1991) - The Adversary — Live (1993) | - A History of Crime (сборник, 2012) - American Twilight (2013) |

## Составы
| Сидней 1977—1978 - Саймон Бонни — вокал - Гарри Зантли — гитара - Фил Китченер — бас-гитара - Дон МакЛеннан — ударные - Дэйв МакКиннон — тенор-саксофон Мельбурн 1979 - Саймон Бонни — вокал - Дэн Уоллес-Краббе — гитара - Линдсей О’Мира — бас-гитара - Дон МакЛеннан — ударные - Крис Эстли — клавишные - Ким Биссел — альт-саксофон | Лондон / Берлин 1985—1986 - Саймон Бонни — вокал - Мик Харви — гитара - Роланд С. Говард — гитара † - Гарри Говард — бас-гитара - Кевин Пол Годфри — ударные † Берлин 1987—1990 - Саймон Бонни — вокал - Александр Хаке — гитара - Томас Стерн — бас-гитара - Мик Харви — ударные - Бронуин Адамс — скрипка - Крисло Гаас — синтезатор † | Детройт 2012—наст. время - Саймон Бонни — вокал - Александр Хаке — гитара - Дэвид Юджин Эдвардс — гитара - Трой Грегори — бас-гитара, виолончель - Бронуин Адамс — скрипка - Дэниэлла де Пиккиотто — арфа - Мэттью Смит — клавишные - Джим Уайт — ударные |